# 大崎市立鳴子中学校
大崎市立鳴子中学校（おおさきしりつ なるこちゅうがっこう）は、宮城県大崎市にあった公立中学校。

## 概要
校舎はRC造であるが内装には地元の杉材を多用している。
雪が積もりにくい屋根や吹きだまりが出来にくい外壁などを採用、吹抜けを貫通させるなど豪雪地帯に合わせた設計となっている。
旧鳴子町立鳴子中学校の跡地は市営住宅となっている。

## 学区
- 旧鳴子町内の小学校学区[4]（鳴子、川渡、鬼首の各小学校）。

## 沿革
- 2006年（平成18年）4月1日 - 旧鳴子町立鳴子中学校、川渡中学校、鬼首中学校が統合して、新しい鳴子中学校が開校した。
- 2025年（令和7年）3月31日 - 鳴子温泉地区の鳴子小学校、川渡小学校、鬼首小学校と統合して小中一貫校の大崎市立鳴子小中学校が開校に伴い,閉校

## 出身者
- 加藤孝義 - 東北大学名誉教授